# توماس تشارلتون
توماس تشارلتون (15 أغسطس 1815 - 20 يناير 1886)  (بالإنجليزية: Thomas Charlton)‏ هو لاعب كريكت بريطاني.